# Arie
Pour les articles homonymes, voir Arie (homonymie).
L'Arie (en grec ancien : Areia ou Aria, en latin : Aria, en persan : Haraiva et en avestan : Haraeuua) est une satrapie de l'Empire perse achéménide. Elle est située au nord de la Drangiane et au sud-est de la Parthie. Elle correspond à la partie orientale du Khorāsān Iranien et à la région de Hérat en Afghanistan actuel. Elle borde principalement la vallée de l'Hari (Arios ou Areios en grec) qui, dans l'Antiquité, est considérée comme particulièrement fertile et riche en vin. La capitale du temps des Achéménides est Artacoana.
L'Arie est conquise par Alexandre le Grand en 330 av. J.-C. qui y fonde la ville d'Alexandrie d'Arie (Hérat actuel). Satibarzanès, le satrape d'Arie, se révolte en suivant le parti de Bessos après avoir s'être soumis. Alexandre envoie alors deux corps d'armée, dont l'un est vaincu, pour venir à bout de la résistance.